# 시마 스페인무라
시마 스페인무라(일본어: 志摩スペイン村)는 일본 미에현 시마시에 있는 복합 리조트 시설이다. 긴키 닛폰 철도 (긴테쓰)가 미에현 시마시의 협력을 얻어 개발한 시설로, 핵심 시설인 테마파크 파르케 에스파냐(일본어: パルケエスパーニャ), 호텔 시마 스페인무라, 천연온천 히마와리노유(ひまわりの湯)의 시설로 구성되어 있다.

## 같이 보기
- 도쿄 도이쓰무라(독일마을)
- 오사카 아메리카무라(미국마을)
- 남해독일마을